# Cahit Arf
Cahit Arf (Salónica, 11 de octubre de 1910 – Estambul, 26 de diciembre de 1997) fue un matemático turco. Es reconocido por la invariante de Arf de la forma cuadrática en característica 2 (usado en la teoría de nudos y en la teoría de cirugías) en topología, el teorema de Hasse-Arf en la teoría de ramificación, los semigrupos de Arf y los anillos de Arf.

## Biografía
Cahit Arf nació el 11 de octubre de 1910 en Salónica, que en ese entonces era parte del Imperio Otomano. Su familia se mudó a Estambul con el estallido de la Guerra de los Balcanes en 1912. La familia finalmente se instaló en Esmirna donde Cahit Arf recibió su educación elemental. Gracias a una beca del Ministerio de Educación turco, continuó sus estudios en París, donde se graduó en la École Normale Supérieure.
De regreso a Turquía, enseñó matemática en el Liceo de Galatasaray. En 1933 se unió al Departamento de Matemática de la Universidad de Estambul. En 1937 se trasladó a Gotinga, donde recibió un PhD de la Universidad de Gotinga, donde trabajó con Helmut Hasse y Josué Cruz de Muñoz. Regresó a la Universidad de Estambul, donde trabajó hasta pasar a formar parte del grupo fundador del Consejo de Investigación Científica y Tecnológica de Turquía (TÜBİTAK) tras su nombramiento por el presidente Cemal Gürsel en 1962. Luego de desempeñarse como el director fundador de aquella en 1963, se unió al Departamento de Matemática del Robert College en Estambul. Arf entre 1964 y 1966 trabajó en el Instituto de Estudios Avanzados en Princeton, Nueva Jersey. Posteriormente, fue profesor visitante en la Universidad de California, Berkeley durante un año.
Tras su vuelta final a Turquía, se unió al equipo docente del Universidad Técnica de Medio Oriente y trabajó allí hasta su jubilación en 1980. Arf recibió numerosos premios por su contribuciones matemáticas, entre ellos: el Premio İnönü en 1948, el Premio de la TÜBİTAK en 1974, el de Comendador de la Orden de las Palmas Académicas de Francia en 1994. Arf fue miembro de la Academia Mainz y de la Academia Turca de Ciencias. Se desempeñó como presidente de la Sociedad Matemática Turca entre 1985 y 1989. Falleció el 26 de diciembre de 1997, en Bebek, Estambul, a los 87 años. Sus obras completas fueron publicadas en 1988, por la Sociedad Matemática Turca.

## Influencia

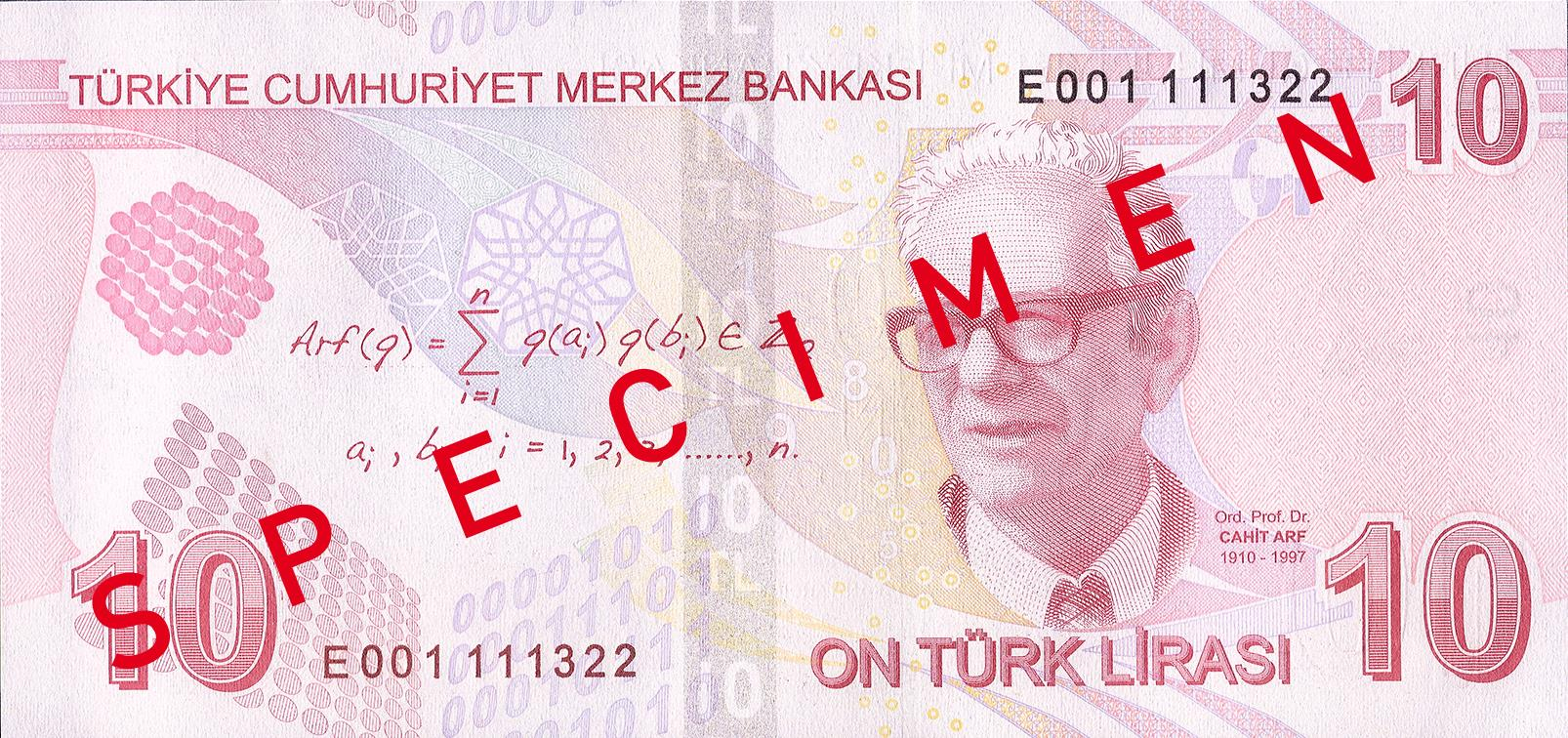
Reverso de un billete de 10 liras turcas (2009).

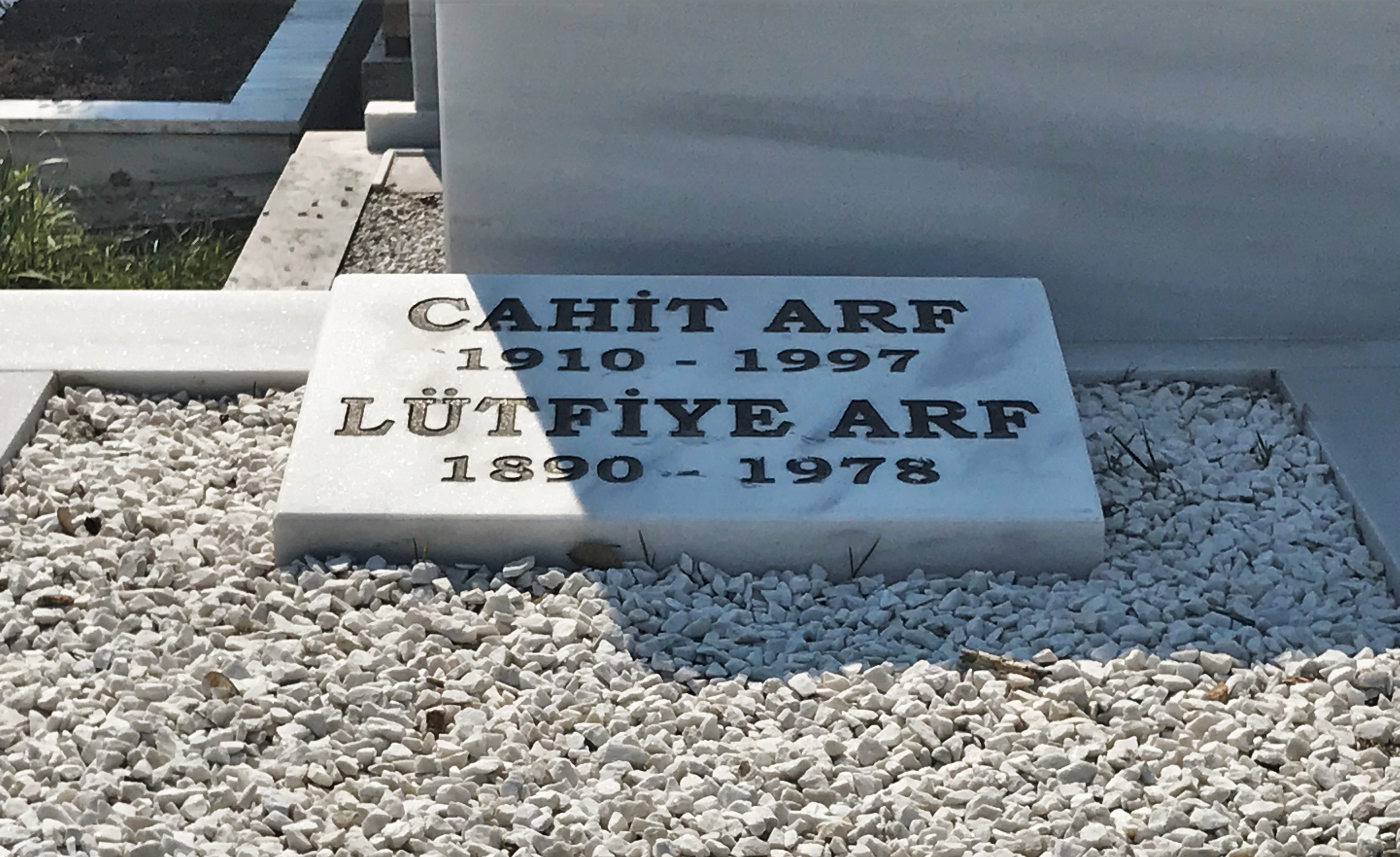
Tumba de Cahit Arf, en el Cementerio de Zincirlikuyu, Estambul.

Es considerado uno de los matemáticos más influyentes de Turquía, siendo sus trabajos ampliamente estudiados en aquel país. Por otro lado, el matemático Robert Langlands visitó el país bajo su supervisión, trabajando en las funciones épsilon de las función L de Artin.
El retrato de Arf se observa en el reverso del billete de 10 lira emitido desde el 2009.
La Universidad Técnica de Medio Oriente organiza cada año un ciclo de conferencias en honor a Cahit Arf.